# Liste de pays selon le schéma géographique des Nations unies
Il s'agit d'une liste de pays selon le schéma géographique des Nations unies, comprenant 193 États membres de l'ONU, 2 États observateurs de l'ONU (le Saint-Siège et la Palestine), 2 États en libre association avec la Nouvelle-Zélande (les Îles Cook et Niue) et 50 dépendances ou territoires non souverains, ainsi que le Sahara occidental (un territoire dont la souveraineté est contestée) et l'Antarctique.
Au total, 249 pays et territoires ont été répertoriés. Ne sont pas inclus dans la liste les États de facto (dont la souveraineté n'est pas reconnue par l'ONU), les zones de souveraineté d'Akrotiri et de Dhekelia et 4 territoires inhabités (les îles Ashmore-et-Cartier, l'île Clipperton, les îles de la mer de Corail et l'île de la Navasse).
La division de la statistique des Nations unies a créé et gère le M49 – Codes de pays ou de zone standard à usage statistique. Les codes sont répertoriés de la plus petite à la plus grande région, de gauche à droite.

## Table
| Pays ou État                                 | Région intermédiaire | Sous-region                   | Région   | Codes UN M49 (en)           |
| -------------------------------------------- | -------------------- | ----------------------------- | -------- | --------------------------- |
| Algérie                                      |                      | Afrique du Nord               | Afrique  | 012 < 015 < 002 < 001       |
| Égypte                                       |                      | Afrique du Nord               | Afrique  | 818 < 015 < 002 < 001       |
| Libye                                        |                      | Afrique du Nord               | Afrique  | 434 < 015 < 002 < 001       |
| Maroc                                        |                      | Afrique du Nord               | Afrique  | 504 < 015 < 002 < 001       |
| Soudan                                       |                      | Afrique du Nord               | Afrique  | 729 < 015 < 002 < 001       |
| Tunisie                                      |                      | Afrique du Nord               | Afrique  | 788 < 015 < 002 < 001       |
| Sahara occidental                            |                      | Afrique du Nord               | Afrique  | 732 < 015 < 002 < 001       |
| Territoire britannique de l'océan Indien     | Afrique de l'Est     | Afrique subsaharienne         | Afrique  | 086 < 014 < 202 < 002 < 001 |
| Burundi                                      | Afrique de l'Est     | Afrique subsaharienne         | Afrique  | 108 < 014 < 202 < 002 < 001 |
| Comores                                      | Afrique de l'Est     | Afrique subsaharienne         | Afrique  | 174 < 014 < 202 < 002 < 001 |
| Djibouti                                     | Afrique de l'Est     | Afrique subsaharienne         | Afrique  | 262 < 014 < 202 < 002 < 001 |
| Érythrée                                     | Afrique de l'Est     | Afrique subsaharienne         | Afrique  | 232 < 014 < 202 < 002 < 001 |
| Éthiopie                                     | Afrique de l'Est     | Afrique subsaharienne         | Afrique  | 231 < 014 < 202 < 002 < 001 |
| Terres australes et antarctiques françaises  | Afrique de l'Est     | Afrique subsaharienne         | Afrique  | 260 < 014 < 202 < 002 < 001 |
| Kenya                                        | Afrique de l'Est     | Afrique subsaharienne         | Afrique  | 404 < 014 < 202 < 002 < 001 |
| Madagascar                                   | Afrique de l'Est     | Afrique subsaharienne         | Afrique  | 450 < 014 < 202 < 002 < 001 |
| Malawi                                       | Afrique de l'Est     | Afrique subsaharienne         | Afrique  | 454 < 014 < 202 < 002 < 001 |
| Maurice                                      | Afrique de l'Est     | Afrique subsaharienne         | Afrique  | 480 < 014 < 202 < 002 < 001 |
| Mayotte                                      | Afrique de l'Est     | Afrique subsaharienne         | Afrique  | 175 < 014 < 202 < 002 < 001 |
| Mozambique                                   | Afrique de l'Est     | Afrique subsaharienne         | Afrique  | 508 < 014 < 202 < 002 < 001 |
| La Réunion                                   | Afrique de l'Est     | Afrique subsaharienne         | Afrique  | 638 < 014 < 202 < 002 < 001 |
| Rwanda                                       | Afrique de l'Est     | Afrique subsaharienne         | Afrique  | 646 < 014 < 202 < 002 < 001 |
| Seychelles                                   | Afrique de l'Est     | Afrique subsaharienne         | Afrique  | 690 < 014 < 202 < 002 < 001 |
| Somalie                                      | Afrique de l'Est     | Afrique subsaharienne         | Afrique  | 706 < 014 < 202 < 002 < 001 |
| Soudan du Sud                                | Afrique de l'Est     | Afrique subsaharienne         | Afrique  | 728 < 014 < 202 < 002 < 001 |
| Ouganda                                      | Afrique de l'Est     | Afrique subsaharienne         | Afrique  | 800 < 014 < 202 < 002 < 001 |
| Tanzanie                                     | Afrique de l'Est     | Afrique subsaharienne         | Afrique  | 834 < 014 < 202 < 002 < 001 |
| Zambie                                       | Afrique de l'Est     | Afrique subsaharienne         | Afrique  | 894 < 014 < 202 < 002 < 001 |
| Zimbabwe                                     | Afrique de l'Est     | Afrique subsaharienne         | Afrique  | 716 < 014 < 202 < 002 < 001 |
| Angola                                       | Afrique centrale     | Afrique subsaharienne         | Afrique  | 024 < 017 < 202 < 002 < 001 |
| Cameroun                                     | Afrique centrale     | Afrique subsaharienne         | Afrique  | 120 < 017 < 202 < 002 < 001 |
| République centrafricaine                    | Afrique centrale     | Afrique subsaharienne         | Afrique  | 140 < 017 < 202 < 002 < 001 |
| Tchad                                        | Afrique centrale     | Afrique subsaharienne         | Afrique  | 148 < 017 < 202 < 002 < 001 |
| République du Congo                          | Afrique centrale     | Afrique subsaharienne         | Afrique  | 178 < 017 < 202 < 002 < 001 |
| République démocratique du Congo             | Afrique centrale     | Afrique subsaharienne         | Afrique  | 180 < 017 < 202 < 002 < 001 |
| Guinée équatoriale                           | Afrique centrale     | Afrique subsaharienne         | Afrique  | 226 < 017 < 202 < 002 < 001 |
| Gabon                                        | Afrique centrale     | Afrique subsaharienne         | Afrique  | 266 < 017 < 202 < 002 < 001 |
| Sao Tomé-et-Principe                         | Afrique centrale     | Afrique subsaharienne         | Afrique  | 678 < 017 < 202 < 002 < 001 |
| Botswana                                     | Afrique australe     | Afrique subsaharienne         | Afrique  | 072 < 018 < 202 < 002 < 001 |
| Eswatini                                     | Afrique australe     | Afrique subsaharienne         | Afrique  | 748 < 018 < 202 < 002 < 001 |
| Lesotho                                      | Afrique australe     | Afrique subsaharienne         | Afrique  | 426 < 018 < 202 < 002 < 001 |
| Namibie                                      | Afrique australe     | Afrique subsaharienne         | Afrique  | 516 < 018 < 202 < 002 < 001 |
| Afrique du Sud                               | Afrique australe     | Afrique subsaharienne         | Afrique  | 710 < 018 < 202 < 002 < 001 |
| Bénin                                        | Afrique de l'Ouest   | Afrique subsaharienne         | Afrique  | 204 < 011 < 202 < 002 < 001 |
| Burkina Faso                                 | Afrique de l'Ouest   | Afrique subsaharienne         | Afrique  | 854 < 011 < 202 < 002 < 001 |
| Cap-Vert                                     | Afrique de l'Ouest   | Afrique subsaharienne         | Afrique  | 132 < 011 < 202 < 002 < 001 |
| Côte d'Ivoire                                | Afrique de l'Ouest   | Afrique subsaharienne         | Afrique  | 384 < 011 < 202 < 002 < 001 |
| Gambie                                       | Afrique de l'Ouest   | Afrique subsaharienne         | Afrique  | 270 < 011 < 202 < 002 < 001 |
| Ghana                                        | Afrique de l'Ouest   | Afrique subsaharienne         | Afrique  | 288 < 011 < 202 < 002 < 001 |
| Guinée                                       | Afrique de l'Ouest   | Afrique subsaharienne         | Afrique  | 324 < 011 < 202 < 002 < 001 |
| Guinée-Bissau                                | Afrique de l'Ouest   | Afrique subsaharienne         | Afrique  | 624 < 011 < 202 < 002 < 001 |
| Liberia                                      | Afrique de l'Ouest   | Afrique subsaharienne         | Afrique  | 430 < 011 < 202 < 002 < 001 |
| Mali                                         | Afrique de l'Ouest   | Afrique subsaharienne         | Afrique  | 466 < 011 < 202 < 002 < 001 |
| Mauritanie                                   | Afrique de l'Ouest   | Afrique subsaharienne         | Afrique  | 478 < 011 < 202 < 002 < 001 |
| Niger                                        | Afrique de l'Ouest   | Afrique subsaharienne         | Afrique  | 562 < 011 < 202 < 002 < 001 |
| Nigeria                                      | Afrique de l'Ouest   | Afrique subsaharienne         | Afrique  | 566 < 011 < 202 < 002 < 001 |
| Sainte-Hélène, Ascension et Tristan da Cunha | Afrique de l'Ouest   | Afrique subsaharienne         | Afrique  | 654 < 011 < 202 < 002 < 001 |
| Sénégal                                      | Afrique de l'Ouest   | Afrique subsaharienne         | Afrique  | 686 < 011 < 202 < 002 < 001 |
| Sierra Leone                                 | Afrique de l'Ouest   | Afrique subsaharienne         | Afrique  | 694 < 011 < 202 < 002 < 001 |
| Togo                                         | Afrique de l'Ouest   | Afrique subsaharienne         | Afrique  | 768 < 011 < 202 < 002 < 001 |
| Anguilla                                     | Caraïbes             | Amérique latine et Caraïbes   | Amérique | 660 < 029 < 419 < 019 < 001 |
| Antigua-et-Barbuda                           | Caraïbes             | Amérique latine et Caraïbes   | Amérique | 028 < 029 < 419 < 019 < 001 |
| Aruba                                        | Caraïbes             | Amérique latine et Caraïbes   | Amérique | 533 < 029 < 419 < 019 < 001 |
| Bahamas                                      | Caraïbes             | Amérique latine et Caraïbes   | Amérique | 044 < 029 < 419 < 019 < 001 |
| Barbade                                      | Caraïbes             | Amérique latine et Caraïbes   | Amérique | 052 < 029 < 419 < 019 < 001 |
| Antilles néerlandaises                       | Caraïbes             | Amérique latine et Caraïbes   | Amérique | 535 < 029 < 419 < 019 < 001 |
| Îles Vierges britanniques                    | Caraïbes             | Amérique latine et Caraïbes   | Amérique | 092 < 029 < 419 < 019 < 001 |
| Îles Caïmans                                 | Caraïbes             | Amérique latine et Caraïbes   | Amérique | 136 < 029 < 419 < 019 < 001 |
| Cuba                                         | Caraïbes             | Amérique latine et Caraïbes   | Amérique | 192 < 029 < 419 < 019 < 001 |
| Curaçao                                      | Caraïbes             | Amérique latine et Caraïbes   | Amérique | 531 < 029 < 419 < 019 < 001 |
| Dominique                                    | Caraïbes             | Amérique latine et Caraïbes   | Amérique | 212 < 029 < 419 < 019 < 001 |
| République dominicaine                       | Caraïbes             | Amérique latine et Caraïbes   | Amérique | 214 < 029 < 419 < 019 < 001 |
| Grenade                                      | Caraïbes             | Amérique latine et Caraïbes   | Amérique | 308 < 029 < 419 < 019 < 001 |
| Guadeloupe                                   | Caraïbes             | Amérique latine et Caraïbes   | Amérique | 312 < 029 < 419 < 019 < 001 |
| Haïti                                        | Caraïbes             | Amérique latine et Caraïbes   | Amérique | 332 < 029 < 419 < 019 < 001 |
| Jamaïque                                     | Caraïbes             | Amérique latine et Caraïbes   | Amérique | 388 < 029 < 419 < 019 < 001 |
| Martinique                                   | Caraïbes             | Amérique latine et Caraïbes   | Amérique | 474 < 029 < 419 < 019 < 001 |
| Montserrat                                   | Caraïbes             | Amérique latine et Caraïbes   | Amérique | 500 < 029 < 419 < 019 < 001 |
| Porto Rico                                   | Caraïbes             | Amérique latine et Caraïbes   | Amérique | 630 < 029 < 419 < 019 < 001 |
| Saint-Barthélemy                             | Caraïbes             | Amérique latine et Caraïbes   | Amérique | 652 < 029 < 419 < 019 < 001 |
| Saint-Christophe-et-Niévès                   | Caraïbes             | Amérique latine et Caraïbes   | Amérique | 659 < 029 < 419 < 019 < 001 |
| Sainte-Lucie                                 | Caraïbes             | Amérique latine et Caraïbes   | Amérique | 662 < 029 < 419 < 019 < 001 |
| Saint-Martin (partie française)              | Caraïbes             | Amérique latine et Caraïbes   | Amérique | 663 < 029 < 419 < 019 < 001 |
| Saint-Vincent-et-les-Grenadines              | Caraïbes             | Amérique latine et Caraïbes   | Amérique | 670 < 029 < 419 < 019 < 001 |
| Saint-Martin (partie néerlandaise)           | Caraïbes             | Amérique latine et Caraïbes   | Amérique | 534 < 029 < 419 < 019 < 001 |
| Trinité-et-Tobago                            | Caraïbes             | Amérique latine et Caraïbes   | Amérique | 780 < 029 < 419 < 019 < 001 |
| Îles Turques-et-Caïques                      | Caraïbes             | Amérique latine et Caraïbes   | Amérique | 796 < 029 < 419 < 019 < 001 |
| Îles Vierges des États-Unis                  | Caraïbes             | Amérique latine et Caraïbes   | Amérique | 850 < 029 < 419 < 019 < 001 |
| Belize                                       | Amérique centrale    | Amérique latine et Caraïbes   | Amérique | 084 < 013 < 419 < 019 < 001 |
| Costa Rica                                   | Amérique centrale    | Amérique latine et Caraïbes   | Amérique | 188 < 013 < 419 < 019 < 001 |
| Salvador                                     | Amérique centrale    | Amérique latine et Caraïbes   | Amérique | 222 < 013 < 419 < 019 < 001 |
| Guatemala                                    | Amérique centrale    | Amérique latine et Caraïbes   | Amérique | 320 < 013 < 419 < 019 < 001 |
| Honduras                                     | Amérique centrale    | Amérique latine et Caraïbes   | Amérique | 340 < 013 < 419 < 019 < 001 |
| Mexico                                       | Amérique centrale    | Amérique latine et Caraïbes   | Amérique | 484 < 013 < 419 < 019 < 001 |
| Nicaragua                                    | Amérique centrale    | Amérique latine et Caraïbes   | Amérique | 558 < 013 < 419 < 019 < 001 |
| Panama                                       | Amérique centrale    | Amérique latine et Caraïbes   | Amérique | 591 < 013 < 419 < 019 < 001 |
| Argentine                                    | Amérique du Sud      | Amérique latine et Caraïbes   | Amérique | 032 < 005 < 419 < 019 < 001 |
| Bolivie                                      | Amérique du Sud      | Amérique latine et Caraïbes   | Amérique | 068 < 005 < 419 < 019 < 001 |
| Île Bouvet                                   | Amérique du Sud      | Amérique latine et Caraïbes   | Amérique | 074 < 005 < 419 < 019 < 001 |
| Brésil                                       | Amérique du Sud      | Amérique latine et Caraïbes   | Amérique | 076 < 005 < 419 < 019 < 001 |
| Chili                                        | Amérique du Sud      | Amérique latine et Caraïbes   | Amérique | 152 < 005 < 419 < 019 < 001 |
| Colombie                                     | Amérique du Sud      | Amérique latine et Caraïbes   | Amérique | 170 < 005 < 419 < 019 < 001 |
| Équateur                                     | Amérique du Sud      | Amérique latine et Caraïbes   | Amérique | 218 < 005 < 419 < 019 < 001 |
| Îles Malouines                               | Amérique du Sud      | Amérique latine et Caraïbes   | Amérique | 238 < 005 < 419 < 019 < 001 |
| Guyane                                       | Amérique du Sud      | Amérique latine et Caraïbes   | Amérique | 254 < 005 < 419 < 019 < 001 |
| Guyana                                       | Amérique du Sud      | Amérique latine et Caraïbes   | Amérique | 328 < 005 < 419 < 019 < 001 |
| Paraguay                                     | Amérique du Sud      | Amérique latine et Caraïbes   | Amérique | 600 < 005 < 419 < 019 < 001 |
| Pérou                                        | Amérique du Sud      | Amérique latine et Caraïbes   | Amérique | 604 < 005 < 419 < 019 < 001 |
| Géorgie du Sud-et-les îles Sandwich du Sud   | Amérique du Sud      | Amérique latine et Caraïbes   | Amérique | 239 < 005 < 419 < 019 < 001 |
| Suriname                                     | Amérique du Sud      | Amérique latine et Caraïbes   | Amérique | 740 < 005 < 419 < 019 < 001 |
| Uruguay                                      | Amérique du Sud      | Amérique latine et Caraïbes   | Amérique | 858 < 005 < 419 < 019 < 001 |
| Venezuela                                    | Amérique du Sud      | Amérique latine et Caraïbes   | Amérique | 862 < 005 < 419 < 019 < 001 |
| Bermudes                                     |                      | Amérique septentrionale       | Amérique | 060 < 021 < 019 < 001       |
| Canada                                       |                      | Amérique septentrionale       | Amérique | 124 < 021 < 019 < 001       |
| Groenland                                    |                      | Amérique septentrionale       | Amérique | 304 < 021 < 019 < 001       |
| Saint-Pierre-et-Miquelon                     |                      | Amérique septentrionale       | Amérique | 666 < 021 < 019 < 001       |
| États-Unis                                   |                      | Amérique septentrionale       | Amérique | 840 < 021 < 019 < 001       |
| Antarctique                                  |                      |                               |          | 010 < 001                   |
| Kazakhstan                                   |                      | Asie centrale                 | Asie     | 398 < 143 < 142 < 001       |
| Kirghizistan                                 |                      | Asie centrale                 | Asie     | 417 < 143 < 142 < 001       |
| Tadjikistan                                  |                      | Asie centrale                 | Asie     | 762 < 143 < 142 < 001       |
| Turkménistan                                 |                      | Asie centrale                 | Asie     | 795 < 143 < 142 < 001       |
| Ouzbékistan                                  |                      | Asie centrale                 | Asie     | 860 < 143 < 142 < 001       |
| Chine                                        |                      | Asie de l'Est                 | Asie     | 156 < 030 < 142 < 001       |
| Hong Kong                                    |                      | Asie de l'Est                 | Asie     | 344 < 030 < 142 < 001       |
| Macao                                        |                      | Asie de l'Est                 | Asie     | 446 < 030 < 142 < 001       |
| Corée du Nord                                |                      | Asie de l'Est                 | Asie     | 408 < 030 < 142 < 001       |
| Japon                                        |                      | Asie de l'Est                 | Asie     | 392 < 030 < 142 < 001       |
| Mongolie                                     |                      | Asie de l'Est                 | Asie     | 496 < 030 < 142 < 001       |
| Corée du Sud                                 |                      | Asie de l'Est                 | Asie     | 410 < 030 < 142 < 001       |
| Brunei                                       |                      | Asie du Sud-Est               | Asie     | 096 < 035 < 142 < 001       |
| Cambodge                                     |                      | Asie du Sud-Est               | Asie     | 116 < 035 < 142 < 001       |
| Indonésie                                    |                      | Asie du Sud-Est               | Asie     | 360 < 035 < 142 < 001       |
| Laos                                         |                      | Asie du Sud-Est               | Asie     | 418 < 035 < 142 < 001       |
| Malaisie                                     |                      | Asie du Sud-Est               | Asie     | 458 < 035 < 142 < 001       |
| Birmanie                                     |                      | Asie du Sud-Est               | Asie     | 104 < 035 < 142 < 001       |
| Philippines                                  |                      | Asie du Sud-Est               | Asie     | 608 < 035 < 142 < 001       |
| Singapour                                    |                      | Asie du Sud-Est               | Asie     | 702 < 035 < 142 < 001       |
| Thaïlande                                    |                      | Asie du Sud-Est               | Asie     | 764 < 035 < 142 < 001       |
| Timor oriental                               |                      | Asie du Sud-Est               | Asie     | 626 < 035 < 142 < 001       |
| Viêt Nam                                     |                      | Asie du Sud-Est               | Asie     | 704 < 035 < 142 < 001       |
| Afghanistan                                  |                      | Asie du Sud                   | Asie     | 004 < 034 < 142 < 001       |
| Bangladesh                                   |                      | Asie du Sud                   | Asie     | 050 < 034 < 142 < 001       |
| Bhoutan                                      |                      | Asie du Sud                   | Asie     | 064 < 034 < 142 < 001       |
| Inde                                         |                      | Asie du Sud                   | Asie     | 356 < 034 < 142 < 001       |
| Iran                                         |                      | Asie du Sud                   | Asie     | 364 < 034 < 142 < 001       |
| Maldives                                     |                      | Asie du Sud                   | Asie     | 462 < 034 < 142 < 001       |
| Népal                                        |                      | Asie du Sud                   | Asie     | 524 < 034 < 142 < 001       |
| Pakistan                                     |                      | Asie du Sud                   | Asie     | 586 < 034 < 142 < 001       |
| Sri Lanka                                    |                      | Asie du Sud                   | Asie     | 144 < 034 < 142 < 001       |
| Arménie                                      |                      | Asie de l'Ouest               | Asie     | 051 < 145 < 142 < 001       |
| Azerbaïdjan                                  |                      | Asie de l'Ouest               | Asie     | 031 < 145 < 142 < 001       |
| Bahreïn                                      |                      | Asie de l'Ouest               | Asie     | 048 < 145 < 142 < 001       |
| Chypre                                       |                      | Asie de l'Ouest               | Asie     | 196 < 145 < 142 < 001       |
| Géorgie                                      |                      | Asie de l'Ouest               | Asie     | 268 < 145 < 142 < 001       |
| Irak                                         |                      | Asie de l'Ouest               | Asie     | 368 < 145 < 142 < 001       |
| Israël                                       |                      | Asie de l'Ouest               | Asie     | 376 < 145 < 142 < 001       |
| Jordanie                                     |                      | Asie de l'Ouest               | Asie     | 400 < 145 < 142 < 001       |
| Koweït                                       |                      | Asie de l'Ouest               | Asie     | 414 < 145 < 142 < 001       |
| Liban                                        |                      | Asie de l'Ouest               | Asie     | 422 < 145 < 142 < 001       |
| Oman                                         |                      | Asie de l'Ouest               | Asie     | 512 < 145 < 142 < 001       |
| Qatar                                        |                      | Asie de l'Ouest               | Asie     | 634 < 145 < 142 < 001       |
| Arabie saoudite                              |                      | Asie de l'Ouest               | Asie     | 682 < 145 < 142 < 001       |
| Palestine                                    |                      | Asie de l'Ouest               | Asie     | 275 < 145 < 142 < 001       |
| Syrie                                        |                      | Asie de l'Ouest               | Asie     | 760 < 145 < 142 < 001       |
| Turquie                                      |                      | Asie de l'Ouest               | Asie     | 792 < 145 < 142 < 001       |
| Émirats arabes unis                          |                      | Asie de l'Ouest               | Asie     | 784 < 145 < 142 < 001       |
| Yémen                                        |                      | Asie de l'Ouest               | Asie     | 887 < 145 < 142 < 001       |
| Biélorussie                                  |                      | Europe de l'Est               | Europe   | 112 < 151 < 150 < 001       |
| Bulgarie                                     |                      | Europe de l'Est               | Europe   | 100 < 151 < 150 < 001       |
| Tchéquie                                     |                      | Europe de l'Est               | Europe   | 203 < 151 < 150 < 001       |
| Hongrie                                      |                      | Europe de l'Est               | Europe   | 348 < 151 < 150 < 001       |
| Pologne                                      |                      | Europe de l'Est               | Europe   | 616 < 151 < 150 < 001       |
| Moldavie                                     |                      | Europe de l'Est               | Europe   | 498 < 151 < 150 < 001       |
| Roumanie                                     |                      | Europe de l'Est               | Europe   | 642 < 151 < 150 < 001       |
| Russie                                       |                      | Europe de l'Est               | Europe   | 643 < 151 < 150 < 001       |
| Slovaquie                                    |                      | Europe de l'Est               | Europe   | 703 < 151 < 150 < 001       |
| Ukraine                                      |                      | Europe de l'Est               | Europe   | 804 < 151 < 150 < 001       |
| Îles Åland                                   |                      | Europe du Nord                | Europe   | 248 < 154 < 150 < 001       |
| Guernesey                                    | Îles Anglo-Normandes | Europe du Nord                | Europe   | 831 < 830 < 154 < 150 < 001 |
| Jersey                                       | Îles Anglo-Normandes | Europe du Nord                | Europe   | 832 < 830 < 154 < 150 < 001 |
| Sercq                                        | Îles Anglo-Normandes | Europe du Nord                | Europe   | 680 < 830 < 154 < 150 < 001 |
| Danemark                                     |                      | Europe du Nord                | Europe   | 208 < 154 < 150 < 001       |
| Estonie                                      |                      | Europe du Nord                | Europe   | 233 < 154 < 150 < 001       |
| Îles Féroé                                   |                      | Europe du Nord                | Europe   | 234 < 154 < 150 < 001       |
| Finlande                                     |                      | Europe du Nord                | Europe   | 246 < 154 < 150 < 001       |
| Islande                                      |                      | Europe du Nord                | Europe   | 352 < 154 < 150 < 001       |
| Irlande                                      |                      | Europe du Nord                | Europe   | 372 < 154 < 150 < 001       |
| Île de Man                                   |                      | Europe du Nord                | Europe   | 833 < 154 < 150 < 001       |
| Lettonie                                     |                      | Europe du Nord                | Europe   | 428 < 154 < 150 < 001       |
| Lituanie                                     |                      | Europe du Nord                | Europe   | 440 < 154 < 150 < 001       |
| Norvège                                      |                      | Europe du Nord                | Europe   | 578 < 154 < 150 < 001       |
| Svalbard et Jan Mayen                        |                      | Europe du Nord                | Europe   | 744 < 154 < 150 < 001       |
| Suède                                        |                      | Europe du Nord                | Europe   | 752 < 154 < 150 < 001       |
| Royaume-Uni                                  |                      | Europe du Nord                | Europe   | 826 < 154 < 150 < 001       |
| Albanie                                      |                      | Europe du Sud                 | Europe   | 008 < 039 < 150 < 001       |
| Andorre                                      |                      | Europe du Sud                 | Europe   | 020 < 039 < 150 < 001       |
| Bosnie-Herzégovine                           |                      | Europe du Sud                 | Europe   | 070 < 039 < 150 < 001       |
| Croatie                                      |                      | Europe du Sud                 | Europe   | 191 < 039 < 150 < 001       |
| Gibraltar                                    |                      | Europe du Sud                 | Europe   | 292 < 039 < 150 < 001       |
| Grèce                                        |                      | Europe du Sud                 | Europe   | 300 < 039 < 150 < 001       |
| Saint-Siège                                  |                      | Europe du Sud                 | Europe   | 336 < 039 < 150 < 001       |
| Italie                                       |                      | Europe du Sud                 | Europe   | 380 < 039 < 150 < 001       |
| Malte                                        |                      | Europe du Sud                 | Europe   | 470 < 039 < 150 < 001       |
| Monténégro                                   |                      | Europe du Sud                 | Europe   | 499 < 039 < 150 < 001       |
| Macédoine du Nord                            |                      | Europe du Sud                 | Europe   | 807 < 039 < 150 < 001       |
| Portugal                                     |                      | Europe du Sud                 | Europe   | 620 < 039 < 150 < 001       |
| Saint-Marin                                  |                      | Europe du Sud                 | Europe   | 674 < 039 < 150 < 001       |
| Serbie                                       |                      | Europe du Sud                 | Europe   | 688 < 039 < 150 < 001       |
| Slovénie                                     |                      | Europe du Sud                 | Europe   | 705 < 039 < 150 < 001       |
| Espagne                                      |                      | Europe du Sud                 | Europe   | 724 < 039 < 150 < 001       |
| Autriche                                     |                      | Europe de l'Ouest             | Europe   | 040 < 155 < 150 < 001       |
| Belgique                                     |                      | Europe de l'Ouest             | Europe   | 056 < 155 < 150 < 001       |
| France                                       |                      | Europe de l'Ouest             | Europe   | 250 < 155 < 150 < 001       |
| Allemagne                                    |                      | Europe de l'Ouest             | Europe   | 276 < 155 < 150 < 001       |
| Liechtenstein                                |                      | Europe de l'Ouest             | Europe   | 438 < 155 < 150 < 001       |
| Luxembourg                                   |                      | Europe de l'Ouest             | Europe   | 442 < 155 < 150 < 001       |
| Monaco                                       |                      | Europe de l'Ouest             | Europe   | 492 < 155 < 150 < 001       |
| Pays-Bas                                     |                      | Europe de l'Ouest             | Europe   | 528 < 155 < 150 < 001       |
| Suisse                                       |                      | Europe de l'Ouest             | Europe   | 756 < 155 < 150 < 001       |
| Australie                                    |                      | Australie et Nouvelle-Zélande | Océanie  | 036 < 053 < 009 < 001       |
| Île Christmas                                |                      | Australie et Nouvelle-Zélande | Océanie  | 162 < 053 < 009 < 001       |
| Îles Cocos                                   |                      | Australie et Nouvelle-Zélande | Océanie  | 166 < 053 < 009 < 001       |
| Îles Heard-et-MacDonald                      |                      | Australie et Nouvelle-Zélande | Océanie  | 334 < 053 < 009 < 001       |
| Nouvelle-Zélande                             |                      | Australie et Nouvelle-Zélande | Océanie  | 554 < 053 < 009 < 001       |
| Île Norfolk                                  |                      | Australie et Nouvelle-Zélande | Océanie  | 574 < 053 < 009 < 001       |
| Fidji                                        |                      | Mélanésie                     | Océanie  | 242 < 054 < 009 < 001       |
| Nouvelle-Calédonie                           |                      | Mélanésie                     | Océanie  | 540 < 054 < 009 < 001       |
| Papouasie-Nouvelle-Guinée                    |                      | Mélanésie                     | Océanie  | 598 < 054 < 009 < 001       |
| Îles Salomon                                 |                      | Mélanésie                     | Océanie  | 090 < 054 < 009 < 001       |
| Vanuatu                                      |                      | Mélanésie                     | Océanie  | 548 < 054 < 009 < 001       |
| Guam                                         |                      | Micronésie                    | Océanie  | 316 < 057 < 009 < 001       |
| Kiribati                                     |                      | Micronésie                    | Océanie  | 296 < 057 < 009 < 001       |
| Îles Marshall                                |                      | Micronésie                    | Océanie  | 584 < 057 < 009 < 001       |
| États fédérés de Micronésie                  |                      | Micronésie                    | Océanie  | 583 < 057 < 009 < 001       |
| Nauru                                        |                      | Micronésie                    | Océanie  | 520 < 057 < 009 < 001       |
| Îles Mariannes du Nord                       |                      | Micronésie                    | Océanie  | 580 < 057 < 009 < 001       |
| Palaos                                       |                      | Micronésie                    | Océanie  | 585 < 057 < 009 < 001       |
| Îles mineures éloignées des États-Unis       |                      | Micronésie                    | Océanie  | 581 < 057 < 009 < 001       |
| Samoa américaines                            |                      | Polynésie                     | Océanie  | 016 < 061 < 009 < 001       |
| Îles Cook                                    |                      | Polynésie                     | Océanie  | 184 < 061 < 009 < 001       |
| Polynésie française                          |                      | Polynésie                     | Océanie  | 258 < 061 < 009 < 001       |
| Niue                                         |                      | Polynésie                     | Océanie  | 570 < 061 < 009 < 001       |
| Îles Pitcairn                                |                      | Polynésie                     | Océanie  | 612 < 061 < 009 < 001       |
| Samoa                                        |                      | Polynésie                     | Océanie  | 882 < 061 < 009 < 001       |
| Tokelau                                      |                      | Polynésie                     | Océanie  | 772 < 061 < 009 < 001       |
| Tonga                                        |                      | Polynésie                     | Océanie  | 776 < 061 < 009 < 001       |
| Tuvalu                                       |                      | Polynésie                     | Océanie  | 798 < 061 < 009 < 001       |
| Wallis-et-Futuna                             |                      | Polynésie                     | Océanie  | 876 < 061 < 009 < 001       |